# Mayo (Yukon)
Pour les articles homonymes, voir Mayo.
Mayo est un village (town) du Yukon au Canada, le long du Silver Trail. Sa population était de 226 habitants en 2011. C'est aussi le berceau de la Première Nation de Na-Cho Nyäk Dun dont la langue, le tutchone est une langue athabascane septentrionale. La traduction du nom de ce peuple est « peuple de la grande rivière ». 
Mayo possède un aérodrome et une école ainsi que divers hébergements et commerces. Son nom provient de celui de l'explorateur Alfred Mayo. C'est à Mayo qu'a été relevé la température la plus froide du Yukon, −60 °C.

## Démographie
En tant que localité désignée dans le recensement de 2011, Mayo a une population de 226 habitants dans 115 de ses 134 logements, soit une variation de -8,9% par rapport à la population de 2006. Avec une superficie de 1,06 km2, ce village possède une densité de population de 213,2 hab/km2 en 2011.
Concernant le recensement de 2006, Mayo abritait 248 habitants dans 116 de ses 142 logements. Avec une superficie de 0,87 km2, ce village possédait une densité de population de 285,8 hab/km2 en 2006.
| 2001 | 2006 | 2011 | 2016 |
| ---- | ---- | ---- | ---- |
| 267  | 248  | 226  | 200  |

## Climat
| Mois                                  | jan.       | fév.       | mars       | avril      | mai        | juin      | jui.      | août       | sep.       | oct.       | nov.       | déc.       | année          |
| ------------------------------------- | ---------- | ---------- | ---------- | ---------- | ---------- | --------- | --------- | ---------- | ---------- | ---------- | ---------- | ---------- | -------------- |
| Température minimale moyenne (°C)     | −28,2      | −24,1      | −16,3      | −5,2       | 2,2        | 7,5       | 9,4       | 6,7        | 0,9        | −6,5       | −19,7      | −25,1      | −8,2           |
| Température moyenne (°C)              | −23,1      | −17,9      | −9,6       | 1          | 8,8        | 14,5      | 16,1      | 13,1       | 6,4        | −2,7       | −15,3      | −19,9      | −2,4           |
| Température maximale moyenne (°C)     | −18        | −11,7      | −2,9       | 7,2        | 15,2       | 21,4      | 22,8      | 19,5       | 12         | 1,2        | −10,9      | −14,7      | 3,4            |
| Record de froid (°C) date du record   | −58,3 1947 | −62,2 1947 | −48,9 1951 | −41,1 1944 | −21,7 1964 | −3,9 2006 | −2,8 1928 | −10,6 1993 | −15,6 1946 | −36,7 1935 | −50,6 1950 | −57,8 1946 | −62,2 3/2/1947 |
| Record de chaleur (°C) date du record | 10,1 1981  | 12,2 1968  | 14,6 2016  | 22,8 1976  | 33,5 1983  | 36,1 1969 | 35,6 1951 | 32,6 1999  | 26,7 1938  | 22,6 2003  | 13,9 1970  | 11,8 1999  | 36,1 14/6/1969 |
| Précipitations (mm)                   | 18,3       | 13         | 9,9        | 8,8        | 23,2       | 39        | 50,2      | 44,6       | 38,7       | 27         | 21,1       | 19,8       | 313,5          |
| dont neige (cm)                       | 28,3       | 20,2       | 14,5       | 7,8        | 1          | 0,1       | 0         | 0,3        | 3,9        | 23         | 31,8       | 29,8       | 160,6          |
| Nombre de jours avec précipitations   | 11,1       | 8,3        | 6,4        | 5,2        | 9,9        | 12,8      | 15,1      | 13,9       | 12,8       | 12,6       | 11,9       | 11,2       | 131,2          |
| Humidité relative (%)                 | 81,1       | 75,1       | 61,9       | 45,4       | 38,4       | 39,6      | 46,4      | 50,7       | 56,3       | 71,3       | 80,1       | 81,5       | 60,6           |
| Nombre de jours avec neige            | 12,2       | 9,1        | 6,9        | 3,9        | 0,5        | 0         | 0         | 0,1        | 1,5        | 9,3        | 13         | 12,3       | 68,7           |

| Diagramme climatique                                  |              |              |            |             |           |             |             |           |           |                |                |
| J                                                     | F            | M            | A          | M           | J         | J           | A           | S         | O         | N              | D              |
| −18−28,218,3                                          | −11,7−24,113 | −2,9−16,39,9 | 7,2−5,28,8 | 15,22,223,2 | 21,47,539 | 22,89,450,2 | 19,56,744,6 | 120,938,7 | 1,2−6,527 | −10,9−19,721,1 | −14,7−25,119,8 |
| Moyennes : • Temp. maxi et mini °C • Précipitation mm |              |              |            |             |           |             |             |           |           |                |                |